# Miyanoshita onsen

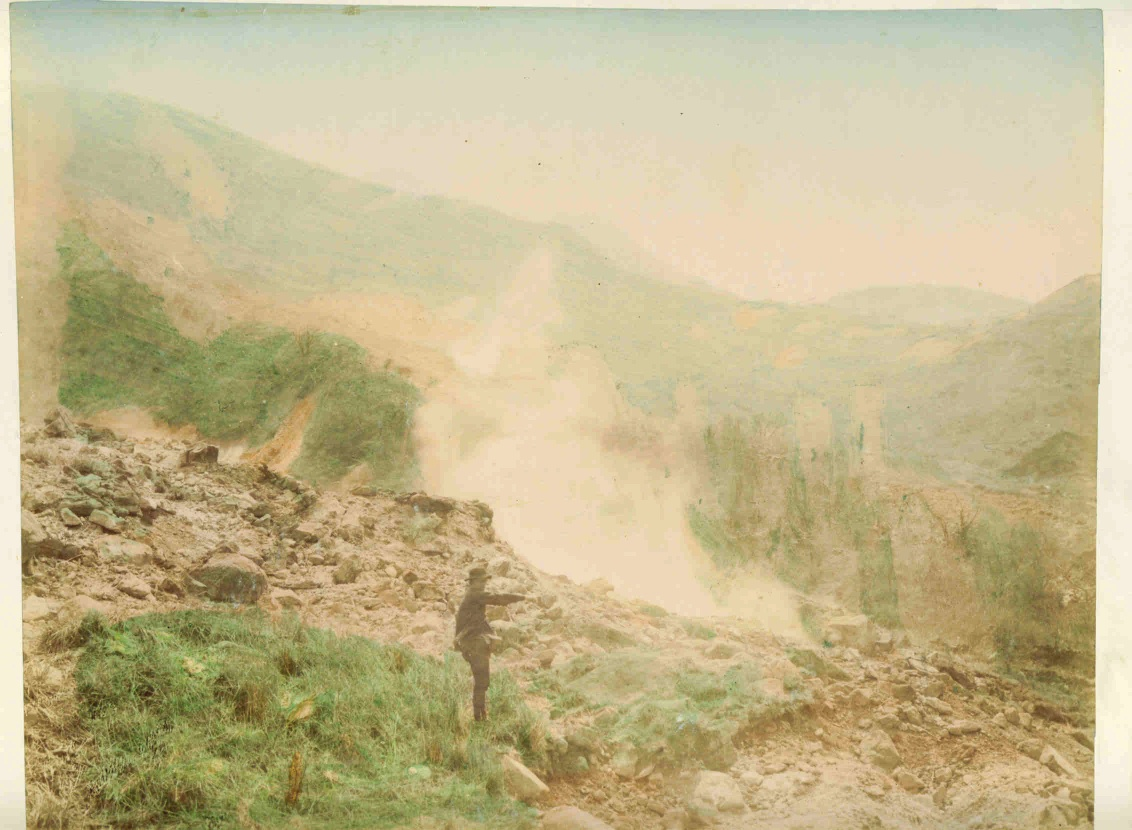
Miyanoshita en 1880.

Miyanoshita onsen (宮ノ下温泉) est l'un des onsen (station thermale) de Hakone, dans la préfecture de Kanagawa au Japon. La ville surplombe la rivière Haya .

## Tourisme
Miyanoshita est une station thermale très touristique, elle héberge en conséquence de nombreux ryokan, notamment l'hôtel Fujiya, l’hôtel historique de la ville. La station est un point de départ privilégié pour accéder au lac Ashi, à la station de Gōra, mais aussi à la plaine de Sengokuhara.

## Transport
L'accès peut se faire soit en train via la ligne Hakone Tozan (gare de Miyanoshita), soit par la route (plusieurs arrêts de bus).